# Gaspar Voskanian
Gaspar Voskanian (în armeană Գասպար Կարապետի Ոսկանյան; rusă Гаспар Восканов, transliterat: Gaspar Voskanov; n. 9 ianuarie 1887, Grigoriopol, gubernia Herson, Imperiul Rus – d. 24 decembrie 1940, Moscova, RSFS Rusă, URSS) a fost un revoluționar și militar sovietic de origine armeană, participant la Războiul Civil Rus.

## Biografie
S-a născut în târgul Grigoriopol din ținutul Tiraspol, gubernia Herson (actualmente în Transnistria, Republica Moldova). A absolvit Școala Militară din Tiflis în 1913, apoi ca student a urmat cursuri la Academia Statului Major General (1917). În timpul primei conflagrații mondiale a fost locotenent-colonel al armatei țariste. 
În 1918 s-a înrolat de Armata Roșie, fiind numit șef al celei de-a 25-a divizii de pușcă „Ceapaevskaia” (29 noiembrie 1918 – 5 februarie 1919). În ianuarie 1919, în timpul capturării Uralskului, a fost rănit. În același an a devenit membru al PCUS. După recuperare, în iunie 1919, a condus divizia 49, pe care a condus-o până în septembrie 1919, participând la lupte împotriva trupelor lui Kolceak în regiunile Aktiubinsk și Orenburg. După moartea lui Vasili Ceapaev, a fost numit comandant al diviziei 25 (26 septembrie – 8 octombrie 1919).
De la 8 octombrie 1919 până la 23 aprilie 1920, a fost comandantul Armatei a 4-a a Frontului de Est (în locul lui Mihail Frunze), apoi comandant adjunct al districtului militar Zavoljski. În perioada 10 iunie – 20 august 1920 a fost comandant al grupului de atac al Armatei a 12-a, apoi comandant al Armatei a 12-a a Frontului de Sud-Vest. Din 1921 până în 1922, comandant al diviziei a 2-a de frontieră din cea de-a 47-a divizie de puști. 
În 1922-1923 a fost student la cursurile de pregătire avansată pentru cel mai înalt personal de comandă al Armatei Roșii. Din 1923 până în 1924, comandant al corpului 6 de puști. Din 1924 până în 1925, asistent-inspector în trupele de infanterie ale Armatei Roșii. Din 1925 până în 1926, comandant asistent al Frontului Turkestan.
Din februarie până în mai 1926 a fost atașat militar la Reprezentanța plenipotențiară a URSS în Turcia. Din mai 1926 până în iulie 1928 a fost atașat militar la Reprezentanța plenipotențiară a URSS în Finlanda. Din 1929 până în 1930 a fost atașat militar la reprezentarea plenipotențiară a URSS în Italia.
Din 1931 până în 1936 a fost șef al sectorului militar al Comitetului Uniunilor pentru Standardizare din cadrul Consiliului Muncii și Apărării al URSS. Din 1936 până la 28 mai 1937, vicepreședinte al Consiliului central al URSS (Osoaviahim).
A fost împușcat la 20 septembrie 1937 în timpul Marii Epurări. După moartea lui Stalin a fost reabilitat (1956).